# Nazionalismo dell'Ulster

Bandiera non ufficiale della nazione dell'Ulster proposta dai nazionalisti dell'Ulster.

Mappa dell'Irlanda del Nord (giallo scuro) all'interno del Regno Unito (giallo chiaro)

Il nazionalismo dell'Ulster è un movimento politico protestante che rifiuta sia l'unione dell'Irlanda del Nord con la Repubblica d'Irlanda sia l'attuale status di Home Nation del Regno Unito. Difendono l'indipendenza del popolo dell'Ulster dai suoi vicini irlandesi e britannici.
Il movimento è stato formato da militanti protestanti lealisti che erano insoddisfatti del trattamento britannico nei loro confronti, in particolare la detenzione di militanti delle organizzazioni paramilitari Ulster Volunteer Force e Ulster Defence Association.

## Distinzioni da altri movimenti
Il nazionalismo in Ulster ha caratteristiche comuni con ogni altro gruppo politico in Ulster, sebbene si tratti di uno sviluppo di malcontento protestante con essi:
- Il repubblicanesimo e il nazionalismo irlandese sono inaccettabili per i protestanti che compongono il nazionalismo dell'Ulster. Il motivo della spartizione dell'Irlanda tra Nord e Sud erano le preoccupazioni della minoranza protestante che temeva il rischio di essere sotto il controllo cattolico. I pastori protestanti hanno messo in guardia quei parrocchiani contro la Chiesa cattolica e la situazione dei protestanti nei paesi cattolici come la Spagna (nell'era di Franco) e l'Italia. Sebbene l'IRA provvisoria abbia rinunciato al settarismo e dichiarato che i protestanti avrebbero avuto la libertà religiosa in un'Irlanda unita.
- L'unionismo è il più antico predecessore del lealismo e del nazionalismo dell'Ulster, ma ha segnato delle differenze con essi. Gli unionisti sono generalmente a favore di mantenere l'Irlanda del Nord nel Regno Unito, ma la leadership di questa fazione è sempre stata tra le classi più alte della società nordirlandese. All'inizio del conflitto in Irlanda del Nord, molti protestanti credevano che la leadership del Partito Unionista dell'Ulster (UUP), l'Ordine di Orange e istituzioni simili, fossero dominate da un'élite aristocratica. La politica unionista negli anni '70 fu divisa tra moderati come il capitano Terence O'Neill, il primo ministro dell'Irlanda del Nord e leader dell'UUP, e uomini d'affari come il reverendo Ian Paisley. Durante tutto il conflitto, i partiti unionisti come l'UUP di Paisley e il Partito Unionista Democratico (DUP) furono i più forti tra la comunità protestante, ma i protestanti socialisti e della classe operaia si sentirono emarginati dall'élite unionista. I militanti protestanti, generalmente provenienti da parti povere della provincia, furono spesso maltrattati dalle autorità della Royal Ulster Police (RUC) e dal British Army.
- Il lealismo è più simile al nazionalismo dell'Ulster che a qualsiasi altra opinione. I lealisti sono protestanti che sono disposti a violare la legge britannica per combattere il pericolo dell'unificazione delle due Irlande. A differenza degli unionisti in generale, un lealista sostiene le attività dei paramilitari settari e rifiuta l'idea di scendere a compromessi con repubblicani o cattolici in generale. Il lealismo iniziò negli anni '60 come reazione alle riforme del Primo Ministro dell'Irlanda del Nord O'Neill, e i suoi primi leader, Augustus "Gusty" Spence (UVF) e Charles Harding Smith (UDA), furono protestanti della classe operaia. I lealisti hanno anche mostrato sospetti contro gli unionisti e i politici britannici. La divisione tra paramilitari lealisti e unionisti divenne più evidente il 9 dicembre 1973 con l'accordo di Sunningdale, in cui il potere politico nell'Irlanda del Nord doveva essere diviso tra cattolici nazionalisti e protestanti unionisti. I paramilitari si sono opposti all'Accordo, e dopo uno sciopero lealista e una campagna di violenza settaria, hanno costretto lo Stato a cedere. L'ultimo primo ministro dell'Irlanda del Nord, il barone Faulkner, si è dimesso dal suo incarico a seguito delle proteste protestanti. Le azioni terroristiche causate da membri di bande lealiste furono la ragione principale del fallimento dell'Accordo di Sunningdale, piuttosto che il terrorismo da parte dell'IRA provvisoria o di qualsiasi gruppo repubblicano.